# Redbad Klynstra-Komarnicki

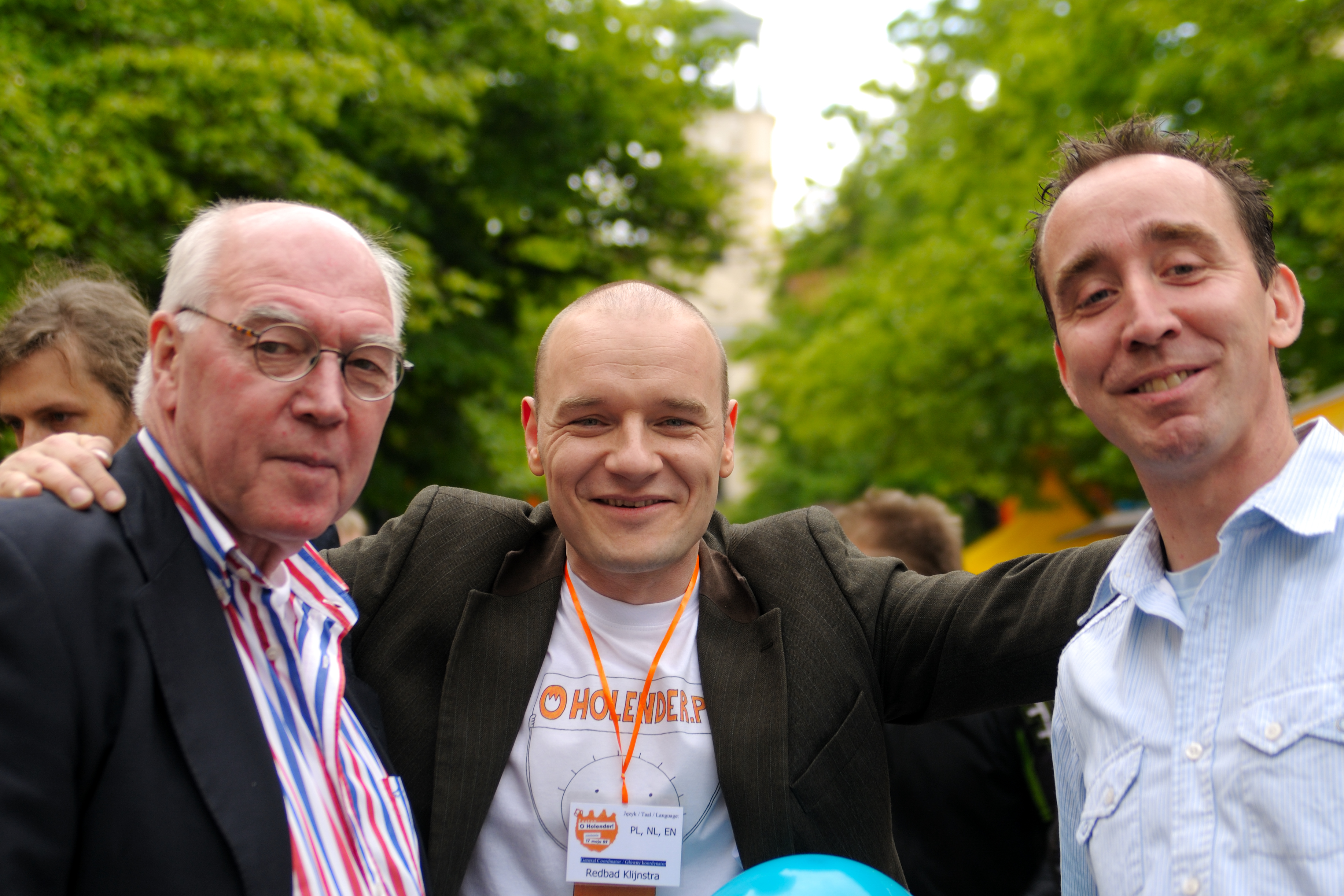
Klynstra (2009)

Redbad Sergiusz Klynstra, uprzednio Redbad Klijnstra (ur. 4 maja 1969 w Amsterdamie) – polski aktor, reżyser, prezenter telewizyjny i dziennikarz pochodzenia niderlandzko-fryzyjskiego, mieszkający i działający głównie w Polsce.

## Życiorys
W 1994 ukończył studia aktorskie w PWST w Warszawie. W latach 2001–2006 był związany z Teatrem Rozmaitości w Warszawie. Od 2008 jest członkiem zespołu Nowego Teatru w Warszawie.
Jest twórcą festynu promującego kulturę holenderską „O Holender”, odbywającego się w Warszawie. Wydarzenie rozegrano 15 maja 2011 i 19 maja 2012.
W latach 2013–2016 prowadził magazyn kulturalny Republika kultury w Telewizji Republika. W listopadzie 2013 rozpoczął współpracę z telewizją internetową Foksal Eleven, dla której w dziale kultura prowadzi videoblog „Gadał dziad do obrazu”.
Został członkiem Warszawskiego Społecznego Komitetu Poparcia Jarosława Kaczyńskiego w przedterminowych wyborach prezydenckich w 2010.
1 września 2020 został mianowany pełniącym obowiązki dyrektora Teatru im. Juliusza Osterwy w Lublinie. 31 sierpnia 2021 został powołany na stanowisko dyrektora tego teatru. Decyzją Zarządu Województwa Lubelskiego z dnia 7 kwietnia 2025 r. został odwołany z pełnionej funkcji z dniem  8 kwietnia 2025 r.
W latach 2021–2023 prowadził autorską audycję Trzy gramy Redbada w Programie Trzecim Polskiego Radia.

## Życie prywatne
Był związany z piosenkarką Katarzyną Nosowską. W sierpniu 2017 poślubił aktorkę Emilię Komarnicką. Po ślubie oboje posługują się podwójnym nazwiskiem. Mają dwóch synów Kosmę (ur. 2018) i Tymoteusza (ur. 2020).

## Role teatralne
- 1995: Roberto Zucco Bernarda-Marie Koltèsa, jako Roberto Zucco, reż. Krzysztof Warlikowski, Teatr Nowy w Poznaniu[17]
- 1995: La Boheme według Stanisława Wyspiańskiego, reż. Jerzy Grzegorzewski, Teatr Studio
- 1996: Don Juan Moliera, reż. Jerzy Grzegorzewski, Teatr Studio
- 1998: Zachodnie Wybrzeże Bernarda-Marie Koltèsa, jako Fak, reż. Krzysztof Warlikowski, Teatr Studio
- 1998: Antygona Sofoklesa, jako Hajmon, reż. Zbigniew Brzoza, Teatr Studio
- 1999: Tama Conora McPhersona, jako Brendan, reż. Agnieszka Lipiec-Wróblewska, Teatr Rozmaitości w Warszawie
- 2001: Howie i Rookie Lee Marka O’Rowe’a, jako Howie, reż. Artur Urbański, Teatr Rozmaitości w Warszawie
- 2001: Uroczystość Thomasa Vinterberga i Mogensa Rukova, jako Kim, reż. Grzegorz Jarzyna, Teatr Rozmaitości w Warszawie
- 2001: Oczyszczeni Sarah Kane, jako Graham, reż. Krzysztof Warlikowski, koprodukcja: Teatr Współczesny we Wrocławiu, Teatr Rozmaitości w Warszawie, Teatr Polski w Poznaniu
- 2003: Burza Szekspira, jako Ferdynand, reż. Krzysztof Warlikowski, Teatr Rozmaitości w Warszawie
- 2005: Krum Hanocha Levina, jako Tugati, reż. Krzysztof Warlikowski, koprodukcja: Teatr Rozmaitości w Warszawie, Narodowy Stary Teatr im. Heleny Modrzejewskiej w Krakowie

## Filmografia
- 1994: Molly – Marek
- 1996: Gry uliczne – Janek Rosa
- 1996: Bar Atlantic – Australijczyk Peter
- 1997: Młode wilki 1/2
- 1997: Liefdesgasten – Jerzy
- 1998: Sünde zuviel, Eine – Matt
- 1998: Ognisty jeździec (Feuerreiter) – Georg Hammelmann
- 2002: Na dobre i na złe – pacjent Max (odcinek 105).
- 1999: Patrzę na ciebie, Marysiu – Artur
- 2000: Człowiek wózków – Latający Holender
- 2000: Klasa na obcasach – Lupa
- 2000: Życie jako śmiertelna choroba przenoszona drogą płciową – piosenkarz
- 2001: Czubek – syn ko
- 2002: Suplement – piosenkarz
- 2002: Jedermanns Fest – Daniel
- 2004: Trzeci – wspólnik Pawła
- 2008: Pitbull – naczelnik Wydziału do walki z terrorem kryminalnym Jarosław Nowacki
- 2005: Fotoplastykon
- 2005: Jasne błękitne okna – spec
- 2007: Kryminalni – Miron (odc. 76)
- 2007: 0 1 0
- 2007: Mała wielka miłość
- 2008: Cztery noce z Anną – sędzia
- od 2007 - 2020: Na dobre i na złe – anestezjolog dr Ruud van der Graaf, ordynator oddziału anestezjologii i intensywnej terapii, były dyrektor szpitala
- 2010: Trick – redaktor naczelny
- 2012: Komisarz Alex – Norbert Mruk (odc. 17)
- od 2015 - 2024: Ojciec Mateusz – naczelnik młodszy inspektor Aleksander Morus
- 2016: Smoleńsk
- 2016: Komisja morderstw – Roman Werner (odc.8)
- 2018: Prymas Hlond – pułkownik niemiecki

- 2019: Komisarz Alex – Rudy (odc. 131)

- 2019: Zasada Przyjemności – Wasiak (odc. 1,2,10)

- 2019: Niepokonany. Opowieść o gen. Stanisławie Maczku – gen. Stanisław Maczek

- 2019: Młody Piłsudski – gen. Gieorgij Skałon (odc.13)

- 2019: I'll find You – Horst

- 2020: Zieja – kpt. Szafrański

- 2020: Ludzie i bogowie – gubernator dr. Ludwig Fischer, zbrodniarz wojenny (odc.6)

## Teledyski
| Rok  | Tytuł                          | Wykonawca        |
| ---- | ------------------------------ | ---------------- |
| 1997 | „Nie przychodzisz mi do głowy” | Anna Maria Jopek |